# Hydrodytes dodgei
Hydrodytes dodgei är en skalbaggsart som först beskrevs av Young 1989.  Hydrodytes dodgei ingår i släktet Hydrodytes och familjen dykare. Inga underarter finns listade i Catalogue of Life.